# Станіслав Тишкевич (київський підчаший)
Станіслав Тишкевич-Логойський (пом. 1650) — державний діяч, урядник Речі Посполитої.

## Життєпис
Походив з магнатського роду Тишневичів, лінії Логойських. Його дідом був Мартин (господарський маршалок), син Юрія Тишкевича-Логойського. Батько — Юзеф Тишкевич, матір — Барбара Пац.
Замолоду допомагав батькові в господарських справах. 1628 року зумів відсудити в роду Гойських Пулинську волость (нараховувала 180 димів), яку батько передав Станіславу. Одружився з Софією Немирич. У шлюбі дітей не було.
1631 року обирається послом від Київського воєводства на сейм. 1635 року стає київським підчашим. У 1648 році з початком повстання під проводом Богдана Хмельницького вимушений залишити Київщину. Помер 1650 року.